# Disturbios Brooks Brothers
Los disturbios Brooks Brothers fue una asonada dentro de un centro de escrutinio electoral en el condado de Miami-Dade, Florida, el 22 de noviembre de 2000, durante un recuento de votos realizado durante las elecciones presidenciales de Estados Unidos de 2000, con el objetivo de cerrar el recuento. Después de manifestaciones y actos de violencia, los funcionarios locales debieron terminar anticipadamente el recuento de votos.
Muchos de los manifestantes eran realmente agentes republicanos a sueldo. Según el periodista de investigación Greg Palast, autor de The Best Democracy Money Can Buy (en español: la mejor democracia que el dinero pueda comprar) de 2002, Roger Stone organizó esta manifestación y Matt Schlapp fue el líder en el lugar de la asonada. El representante republicano de Nueva York, John E. Sweeney dio la señal para iniciar la revuelta, gritándole a un funcionario electoral: «¡deténganse ya!».

## Antecedentes
En las elecciones presidenciales estadounidenses de 2000 entre los candidatos George W. Bush y Al Gore, en el estado de Florida, George W. Bush lograba una ajustada mayoría en la noche de las elecciones de solo 1784 votos, un margen muy estrecho. Debido a la corta distancia por la carrera  presidencial, y a irregularidades en la perforación de boletas electorales, la campaña de Gore abogó con éxito por un recuento de ciertas papeletas. El condado de Miami-Dade fue uno de los condados donde se debieron volver a contar las boletas.
El presidente del Partido Demócrata del Condado de Miami-Dade sospechó que miles de boletas en este condado podrían haberse visto afectadas por una falla en las máquinas de votación perforadoras de boletas electorales. Y confiaba en que estas papeletas mal contadas, después de un recuento ayudarían al candidato Al Gore a obtener la mayoría en la Florida.
Los escrutadores oficiales del condado de Miami-Dade, con el fin de cumplir con la fecha límite ordenada por la Corte Suprema de Estados Unidos, decidieron limitar el recuento del condado a solo 10 750 boletas que el sistema informático no había podido computar, trasladaron el proceso de conteo a una sala más pequeña, más cerca del equipo de escaneo de boletas, para acelerar el proceso, alejado de los medios. Los funcionarios republicanos se opusieron a este cambio de ubicación e insistieron en que los escrutadores hicieran un recuento completo.

## Nombre
El nombre «Brooks Brothers» surgió por el tipo de vestimenta elegante corporativa de los manifestantes; descritos por The Wall Street Journal como «abogados blancos de 50 años con teléfonos móviles y corbatas Hermès», diferenciándose claramente de simples ciudadanos preocupados por el recuento de votos. Varios de los manifestantes fueron identificados como miembros del personal republicano del Congreso. Al menos media docena de manifestantes fueron pagados por el comité de recuento de George W. Bush,  y varios de ellos luego pasaron a trabajar directamente como funcionarios de la administración del presidente Bush .

## Los disturbios
Cientos de agentes republicanos pagados llegaron al sur de la Florida para protestar contra el recuento de votos en el estado. La manifestación fue organizada por estos agentes contratados, denominados «Brigada Brooks Brothers«, para oponerse por vías de hecho al recuento de votos de Florida. Los funcionarios electorales debieron, para agilizar el proceso y cumplir con la fecha límite, trasladar el proceso de conteo a una nueva sala, y los miembros de los medios de comunicación quedaron ubicados a una distancia de 7,5 metros.
Los republicanos se opusieron a este cambio de planes. John E. Sweeney de Nueva York, apodado «congresista patea traseros» por el presidente Bush por su trabajo en Florida, puso en marcha el incidente  diciéndole a un funcionario que «parar ya» el recuento: «deténganlos». La manifestación se tornó violenta, y según The New York Times, «varias personas fueron pisoteadas, golpeadas o pateadas cuando los manifestantes intentaron abrir las puertas desde afuera de la oficina del supervisor de elecciones de Miami-Dade. Los ayudantes del alguacil restablecieron el orden». El asistente de Comité Nacional Demócrata Luis Rosero fue pateado y golpeado. Dentro de las dos horas posteriores al evento, la junta de escrutinio decidió por unanimidad cerrar el conteo, en parte debido a la percepción de que el proceso no fue abierto o justo, y en parte porque la fecha límite ordenada por la corte se había vuelto imposible de cumplir, debido a la interferencia de los amotinados.
Sweeney defendió sus acciones argumentando que su objetivo no era detener el recuento manual, sino restaurar el proceso a la vista del público. Algunos partidarios de Bush reconocieron que esperaban que terminara el recuento: «Estábamos tratando de detener el recuento; Bush ya había ganado», dijo Evilio Cepero, locutor de WAQI, una influyente emisora de radio en español dirigida a los cubanoestadounidenses de Miami. «Nosotros instamos a la gente a ir al centro electoral de recuento y apoyar y protestar contra esta injusticia». Un abogado republicano comentó: «La gente golpeaba las puertas, pues tenían el derecho absoluto de entrar». La protesta interfirió con la labor de los observadores oficiales y obstaculizó el acceso de miembros de la prensa. En una entrevista de radio en Albany el 28 de noviembre, Sweeney dijo: «Lo que esencialmente le dije a mi gente es: "Tienen que detenerlos". Y sí dije, "¡Tienen que parar!" o "¡deténganse ya!", francamente no lo recuerdo bien».

## Participantes
Una lista parcial:

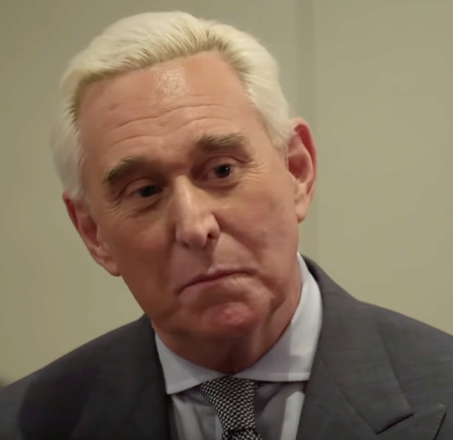
Roger Stone (2019)

- Joel Kaplan, quien se convirtió en asesor de políticas en la administración Bush y más tarde en vicepresidente de políticas públicas de EE. UU. para Facebook.[21][22]
- Roger Stone,[23] autodenominado «sicario republicano» [24] y exmiembro del Comité para la reelección del presidente Nixon.
- Matt Schlapp, un exrepresentante a la cámara por el partido republicano por el estado de Kansas, quien se convirtió en director político de la Casa Blanca durante la administración Bush y director de la Unión Conservadora Estadounidense en 2014.
- Garry Malphrus, quien se convirtió en subdirector del Consejo de Política Nacional de la Casa Blanca durante la administración Bush.
- Rory Cooper, exmiembro del personal del Comité del Congreso Nacional Republicano
- Tom Pyle, exempleado del representante republicacon por Texas, Tom DeLay.
- Roger Morse, un exasistente de la Cámara que se convirtió en cabildero
- Duane Gibson, un asistente de Don Young en el Comité de Recursos de la Cámara que trabajó para Ted Stevens, y luego se convirtió en un lobista asociado con Jack Abramoff.[25]
- Chuck Royal, asistente legislativo del senador republicano por Carolina del Sur, Jim DeMint.
- Layna McConkey Peltier, exasistente del Senado y la Cámara.[26]
- Kevin Smith, exasistente republicano de la Cámara.
- Steven Brophy, exasistente republicano de los senadores Fred Thompson, Bill Frist, y en 2003, la representante Marsha Blackburn, y más tarde se convirtió en vicepresidente de las tiendas de todo a 100 Dollar General.[27]
- Jeff Bloemker, también e asistente del senador republicano de Tennessee Thompson.
- Marjorie Strayer, asistente de la congresista republicana de Nuevo México, Heather Wilson.[12]